# Клавдий Нерон
Кла́вдий Неро́н (лат. (Tiberius) Claudius Nero; родился в 10 году до н. э., Аквилея, Римская империя — умер вскоре после 10 года до н. э., Рим, Римская империя) — представитель династии Юлиев-Клавдиев, сын императора Тиберия и Юлии Старшей.

## Биография
Клавдий Нерон родился в Аквилее в 10 году до н. э. Его отцом был будущий император Тиберий, а матерью — дочь первого римского императора Августа, Юлия Старшая. Клавдий Нерон умер во младенчестве, примерно, спустя полгода после своего рождения. Его смерть, по мнению Светония, стала одной из причин разрыва отношений между Тиберием и Юлией.